# بيزتالك
مايكروسوفت بيزتوك سيرفر (بالإنجليزية: Microsoft BizTalk Server)‏ أو («بيزتوك») هو نظام وسيط مشترك بين المنظمات (إيومز) يمكَن الشركات من آلية العمليات التجارية، من خلال استخدام محوّلات مصمّمة خصّيصًا للتواصل مع أنظمة البرمجيّات المختلفة المستخدمة في المؤسَّسة. التي أنشأتها مايكروسوفت، فإنّه يوفر تكامل تطبيق المشاريع، آليّة العمليّات التجاريَّة، والاتصالات بين الأعمال التجاريّة، والوسيط رسالة ورصد النشاط التجاريّ.
تم وضع بيزتالك سيرفر سابقًا كملقم تطبيق وملقم تكامل التطبيق ولقد غيّرت مايكروسوفت هذه الاستراتيجيّة عندما أطلقوا الخادم أبفابريك الذي أصبح خادم التطبيق الرسميّ. شركة الأبحاث غارتنر تنتظر مايكروسوفت أن تقدّم واحدة من «القادة» لأجنحة التطبيق التكامل، في حين أن هناك نقاش حول اتجاه المنتج من بيزتالك، وخاصة مع البرمجيات السحابيّة أصبحت أكثر شيوعًا، تواصل مايكروسوفت دعم و تحديث المنتج وتقديم التغطية في المؤتمرات الشعبيّة مثل مؤتمر الشركاء العالميّ.
في سيناريو مشترك، بيزتالك تمكّنُ الشركات من دمج وإدارة العمليّات التجاريّة الآليّة من خلال تبادل وثائق الأعمال مثل أوامر الشراء والفواتير بين التطبيقات المختلفة، داخل أو عبر الحدود التنظيميّة.
يتم تطوير بيزتالك سيرفر من خلال مايكروسوفت فيسوال ستوديو. يمكن للمطور إنشاء خرائط التحول، تحويل نوع رسالة واحدة إلى أخرى. (على سبيل المثال، يمكن تحويل ملف XML إلى SAP.) يتم تنفيذ الرسائل داخل بيزتالك من خلال وثائق شمل وتعريفها مع مخططات شمل في معيار شسد. يتم تنفيذ الخرائط مع معيار زسلت. يتم تنفيذ أوركستراشيونس مع وس-ببيل لغة عملية متوافقة زلانغ. يتم إنشاء المخططات و الخرائط وخطوط الأنابيب وأورشيستراتيونس بصريًّا باستخدام أدوات رسوميّة ضمن مايكروسوفت فيسوال ستوديو. وظائف إضافيّة يمكن تسليمها من قبل. نيت المجالس التي يمكن استدعاؤها من الوحدات الموجودة، بما في ذلك، على سبيل المثال، أورشيستراتيونس، والخرائط، وخطوط الأنابيب، وقواعد العمل.